# Offensive Vyborg-Petrozavodsk
Batailles
1941
- Carélie du Ladoga
- Isthme de Carélie
- Carélie orientale
- Silberfuchs
  - Renntier
  - Platinfuchs
  - Polarfuchs
- Kirkenes et Petsamo
- Hanko
- Bengtskär
- Porlampi

1942
- Suursaari
- Someri

1944
- Vyborg-Petrozavodsk
  - Tienhaara
  - Tali-Ihantala
  - Île de Nerva
  - Baie de Vyborg
  - Vuosalmi
  - Nietjärvi
  - Ilomantsi
  - Hokki

Campagnes de la mer Baltique
L'offensive Vyborg–Petrozavodsk désigne une offensive de l'Armée rouge qui eut lieu du 10 juin au 9 août 1944 contre la Wehrmacht dans le sud de la Finlande sur le front de l'Est lors de la Seconde Guerre mondiale. Elle fit changer de camp la Finlande.

## Contexte historique
En janvier 1944, l'armée soviétique a levé le siège de Leningrad et repoussé le groupe d'armées allemand vers le sud. La Finlande a demandé des conditions de paix en février mais le Parlement finlandais a estimé que les termes reçus étaient impossibles à remplir. La Finlande a abandonné les conditions de paix et la Stavka a commencé à se préparer à une offensive pour forcer la Finlande à arrêter la guerre.

## Déroulement de l'offensive
Dans ce contexte, la Stavka conçoit l'offensive de Vyborg-Petrozavodsk afin d'éloigner les forces finlandaises au nord de Léningrad et de forcer la Finlande à se retirer du conflit, créant ainsi les conditions favorables pour une offensive majeure vers le sud contre l'Allemagne.
L'opération prévoyait une avancée en profondeur en Finlande à travers une double offensive d'une part de Leningrad vers Vyborg et d'autre part à travers la rivière Svir vers Petrozavodsk et Sortavala pour repousser l'armée finlandaise jusqu'à la frontière de 1940. Le plan prévoyait la destruction de l'armée finlandaise en Carélie et sur la rive ouest du lac Ladoga,.

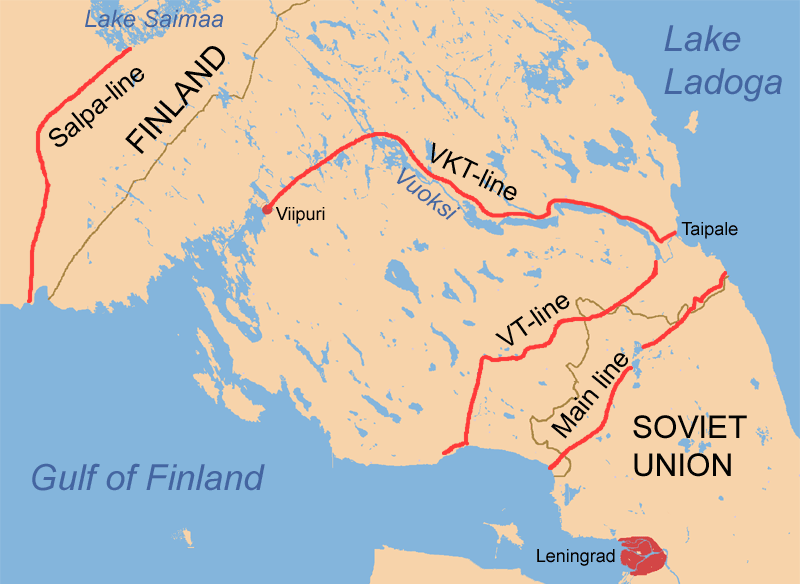
Les lignes rouges sont les défenses finlandaises.

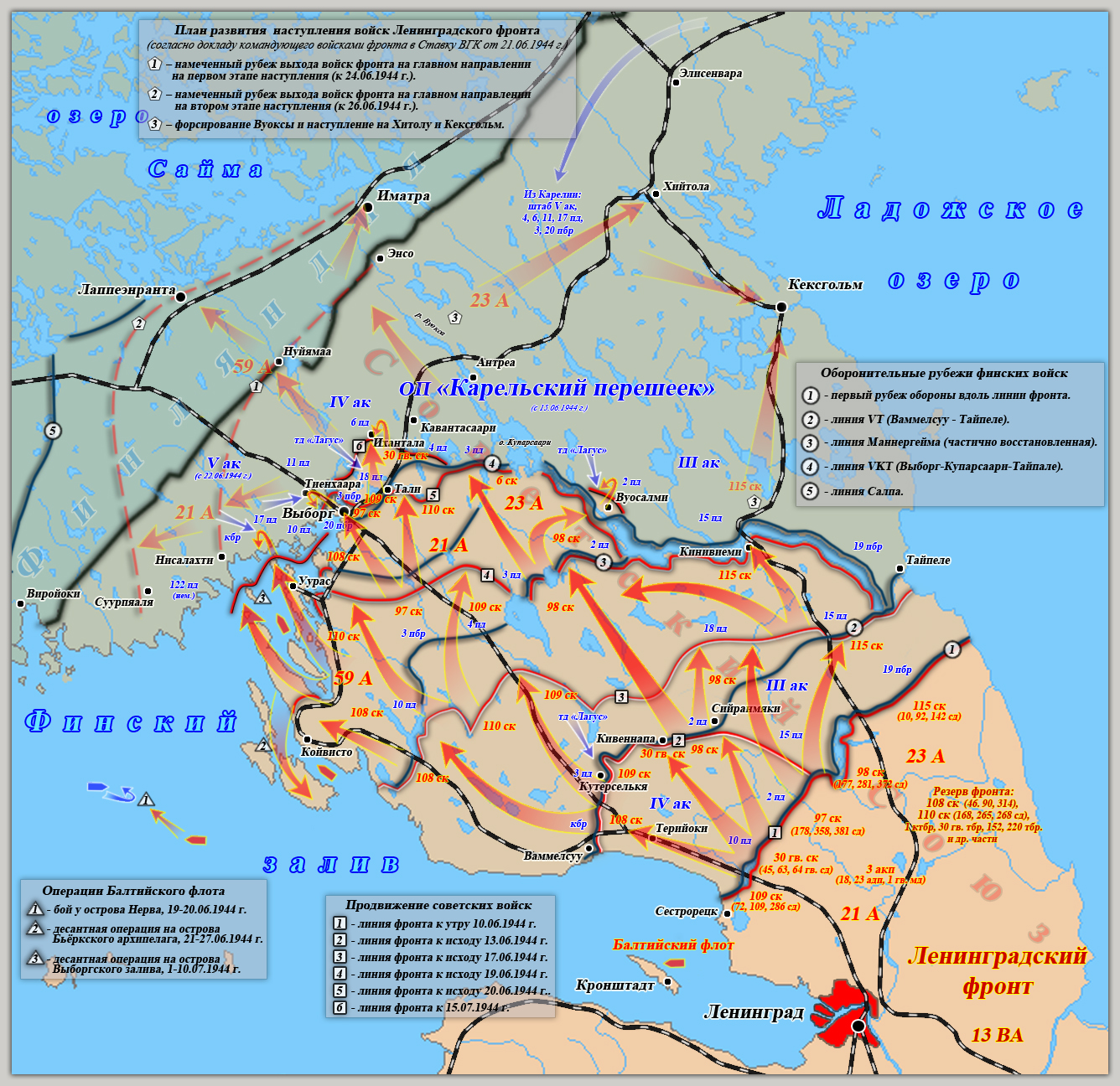
Offensive soviétique contre les défenses finlandaises.

L'armée finlandaise préparait des fortifications défensives depuis 1940. Plusieurs lignes de défense ont été construites en Carélie. Les deux premières comprennent de nombreuses fortifications en béton, ce sont la « ligne principale », construite le long de la ligne de front de 1941, et la ligne VT (Vammelsuu-Taipale) située à 20 km derrière la ligne principale. Les fortifications de la troisième ligne, la ligne VKT (Viipuri-Kuparsaari-Taipale), ont commencé à être construite à la fin de mai 1944 dans le secteur de Vyborg. Sur la rive nord de la rivière Svir, l'armée finlandaise avait préparé une zone de défense en profondeur, organisée autour de points forts avec des casemates en béton, des barbelés, des obstacles et des tranchées. Enfin, après la guerre d'Hiver, la ligne Salpa a été construite derrière la frontière de 1940 avec des bunkers en béton devant la rivière Kymi,.
Pour surmonter ces obstacles, la Stavka a affecté 11 divisions et 9 régiments de chars d'assaut supplémentaires au front de Léningrad. Soit au total 19 divisions, 2 divisions fortifiées, 2 brigades de chars, 14 régiments de chars d'assaut, 220 batteries d'artillerie et 3 000 lance-roquettes. Environ 1 500 avions de la 13e armée aérienne (en). À l'est de la Carélie, la Stavka prévoyait d'utiliser en supplément 9 divisions, 2 brigades de sapeurs, 2 brigades de chars et 3 régiments d'artillerie d'assaut, soit au total 16 divisions, 2 divisions fortifiées, 5 brigades d'infanterie et 3 brigades d'assaut ; 3 bataillons de chars, le soutien d'une flottille navale du lac Ladoga et du lac Onega et de la 7e armée aérienne (en) .
Face aux deux fronts de l'Armée rouge, l'armée finlandaise comptait, renforts compris, 268 000 soldats, 110 chars et 250 avions, soit 40% d'effectif en moins. Au total, l'Armée rouge avait rapport de force avantageux de 1,7 pour 1. Les forces finlandaises se composaient de 14 divisions d'infanterie, une division de chars, 5 brigades d'infanterie, un régiment de cavalerie, 7 bataillons de chasseurs, des forces de défense côtières et des unités d'artillerie. Moins de 40 chars et canons d'assaut finlandais étaient modernes (Sturmgeschütz III, T-34, KV-1) et moins de 100 avions (Messerschmitt Bf 109 et bombardier moyen Junkers Ju 88).
L'offensive soviétique débute par un bombardement par la flotte soviétique de la Baltique sur l'Isthme de Carélie et Primorsk. La marine finlandaise évacue ses forces défensives. Avec la prise des îles côtières, la flotte soviétique de la Baltique sécurise sa route vers la baie de Vyborg.
Le 10 juin, la 21e armée soviétique, menée par le 30e corps de la Garde, ouvre l'offensive sur le secteur de Valkeasaari, défendu par le 1er régiment d'infanterie de la 10e division finlandaise. Pendant la journée, les unités soviétiques capturent la première ligne de tranchées et détruisent des fortifications.
Le 13 juin, l'offensive de la 21e armée soviétique atteint la ligne VT et l'attaque à Kuuterselkä
Le 15 juin. La résistance finlandaise réussit à retarder d'autres avances soviétiques. 
La 23e armée soviétique tente de percer un point faible de la ligne finlandaise à Siiranmäki les troupes finlandaises contiennent la percée sans pour autant sauver la ligne VT. Elles utilisent pour la première fois des Panzerfaust et Panzerschreck importés d'Allemagne. Le 98e corps d'infanterie soviétique affronte le 7e régiment finlandais.
Entre le 13 juin au 16 juin 1944: les soviétiques perdent 3 784 soldats.
La 21e armée capture Vyborg le 20 juin, puis tente de progresser le long de la route principale au nord de la ville. Elle est contenue à Paltsevo (Tali en finnois) par le 61e régiment d'infanterie, fortement appuyé par de l'artillerie, et profitant d'une zone d'opérations étroite et d'un terrain très favorable. La 21e armée soviétique doit rechercher une autre voie pour percer la ligne VKT.
Après avoir amené de nouvelles troupes sur le front, la 21e armée repousse les lignes finlandaises lors de la bataille de Tali-Ihantala sans réussir à percer.
Le 21 juin 1944, le gouvernement finlandais demande aux Soviétiques leurs conditions de paix. La réponse arrive le lendemain .Elle pose la capitulation finlandaise comme préalable à la présentation de toutes les conditions soviétiques. Cela crée la confusion au sein le gouvernement finlandais. Pendant la réunion, le maréchal Mannerheim est appelé et il déclare qu'une réponse favorable à la demande soviétique constituerait une capitulation inconditionnelle.
La 23e armée rejoint l'offensive en tentant de franchir les lignes finlandaises entre Paltsevo et la rivière Vuoksi en direction de Noskua mais les attaques soviétiques répétées sont arrêtées par l'artillerie finlandaise.
Au 28 juin les pertes soviétiques sont de 5 000 soldats, dont 1 800 tués au combat. L'artillerie finlandaise a causé une forte proportion de ces pertes, 250 pièces d'artillerie ont envoyée 2 000 obus sur une zone cible de seulement 6 hectares en une minute. Les unités de l'Armée rouge ne voyaient aucune chance de pénétrer à travers cette puissance de feu. Le terrain favorisait les défenseurs, forçant les unités soviétiques à marcher en aveugle. La radio finlandaise a intercepté de nombreux signaux de l'Armée rouge, fournissant des données pour l'artillerie.
L'armée finlandaise a conduit avec succès une retraite défensive lui permettant de gagner du temps afin que des forces supplémentaires venues de Carélie orientale puissent atteindre le front.